# Schwärzende Platterbse
Die Schwärzende Platterbse (Lathyrus niger), auch Schwarzwerdende Platterbse, Schwarze Platterbse oder Dunkle Platterbse genannt, ist eine Pflanzenart aus der Gattung Platterbsen (Lathyrus) in der Unterfamilie der Schmetterlingsblütler (Faboideae). Sie ist in Eurasien und Nordafrika weitverbreitet.

## Beschreibung

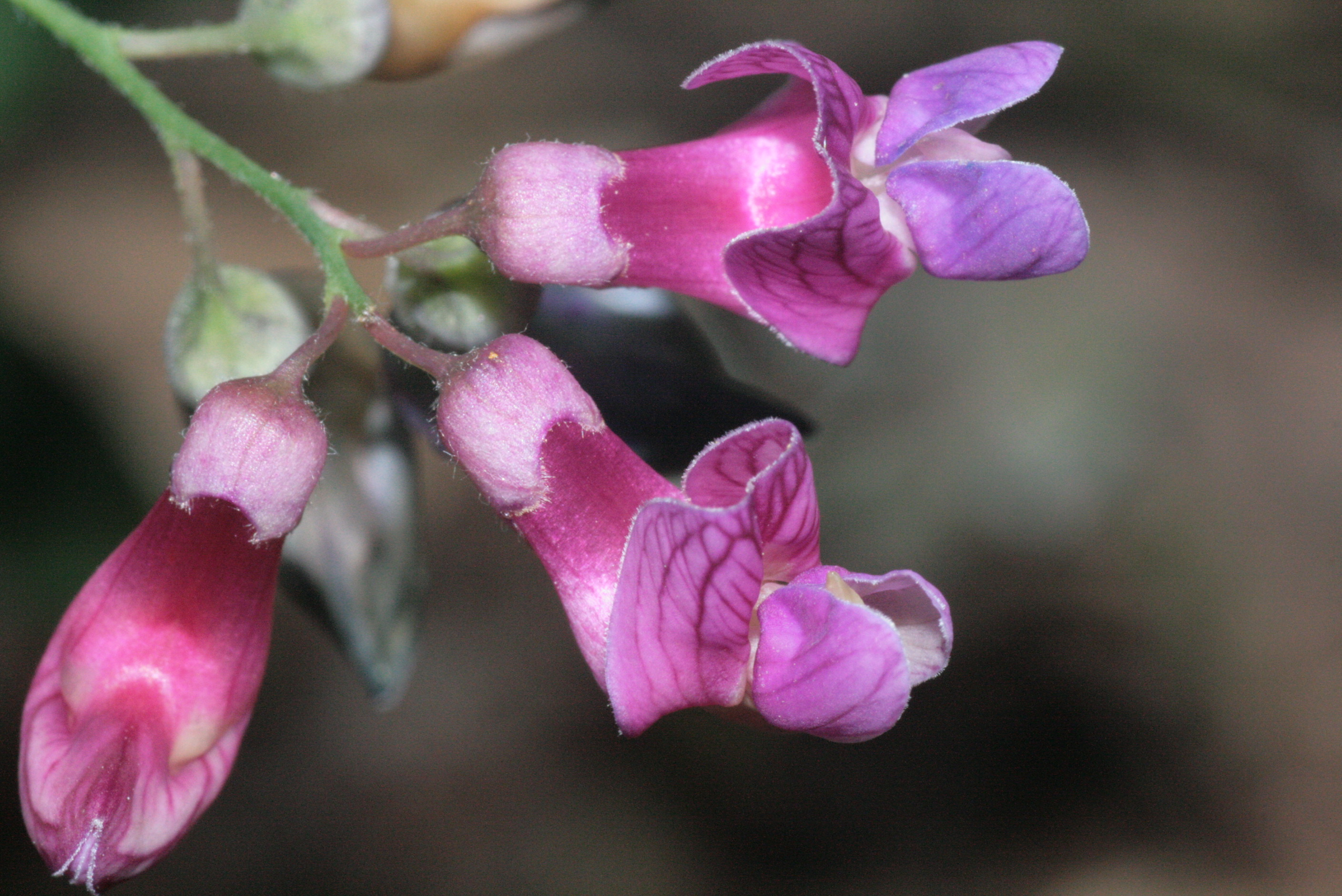
Blüten im Detail

### Erscheinungsbild und Blatt
Die Schwärzende Platterbse ist eine ausdauernde krautige Pflanze mit kurzem, dickem, holzigem „Wurzelstock“. Die Stängel ist meist kahl, trübgrün und beim Trocknen meist dunkelbraun bis schwarzbraun werdend. Der Stängel wächst meist einzeln und aufrecht, mehr oder weniger 30 bis 90 Zentimeter hoch, meist ästig, mit zwei oder vier starken Kanten, ziemlich dünn und weich, die jüngsten Teile sind mehr oder weniger kurz behaart.
Die Laubblätter sind deutlich zweizeilig, etwa 4 bis 9 Zentimeter lang, mit vier bis sechs Paar Blättchen ausgestattet und mit einer kurzen, selten rankenförmig verlängerten Spitze, auslaufenden Spindel versehen. Die Blättchen sind elliptisch bis eiförmig, selten lineal, mehr oder weniger 1 bis 3 Zentimeter lang und 5 bis 11 Millimeter breit, meist stumpf und kurz bespitzt, ziemlich dünn, kahl, mit netzig verbundenen Fiedernerven versehen, beiderseits matt und unterseits etwas heller gefärbt. Die Nebenblätter sind kaum halb so lang wie die Blättchen und halbpfeilförmig.

### Blütenstand und Blüte

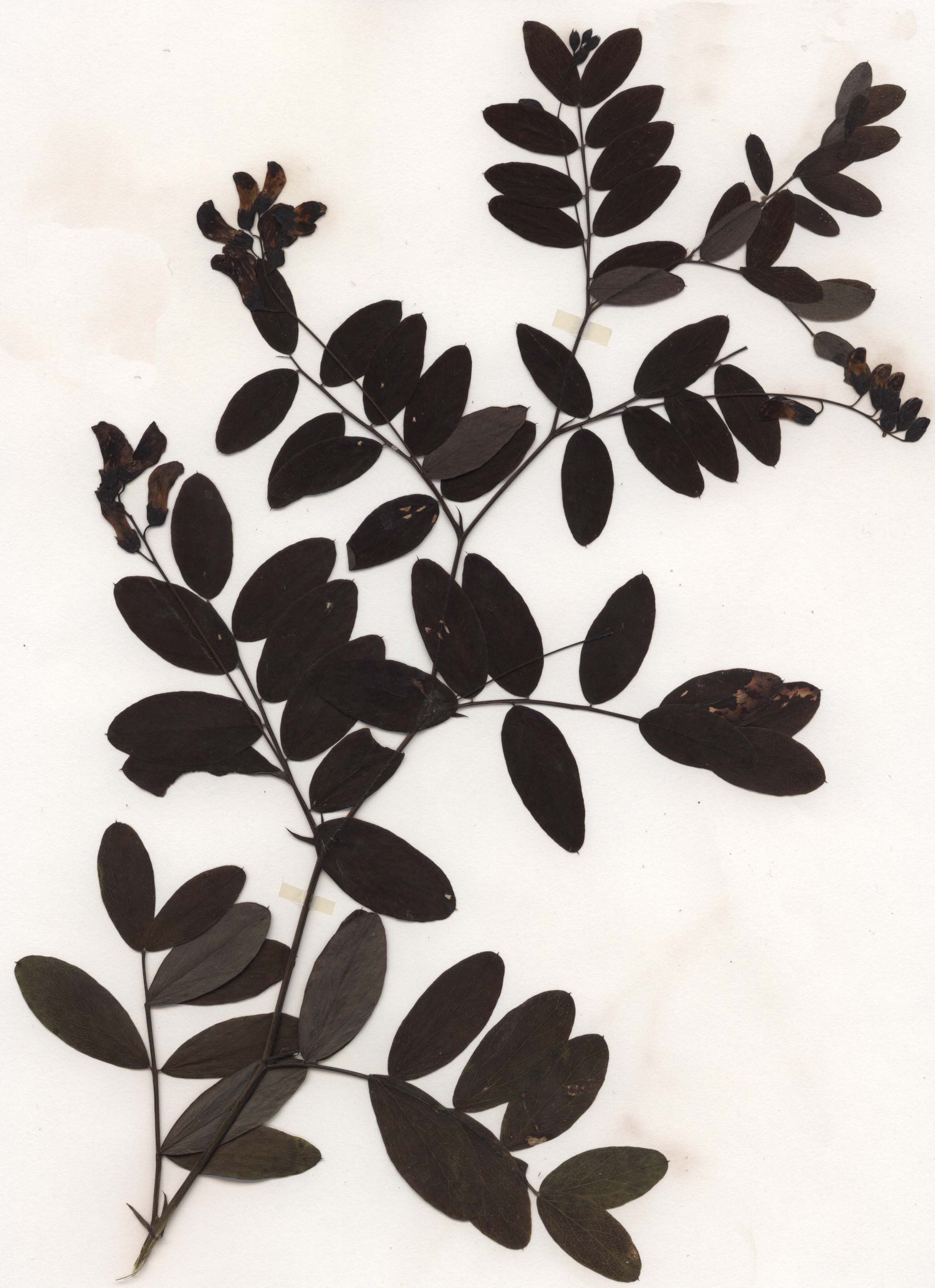
Herbarbeleg

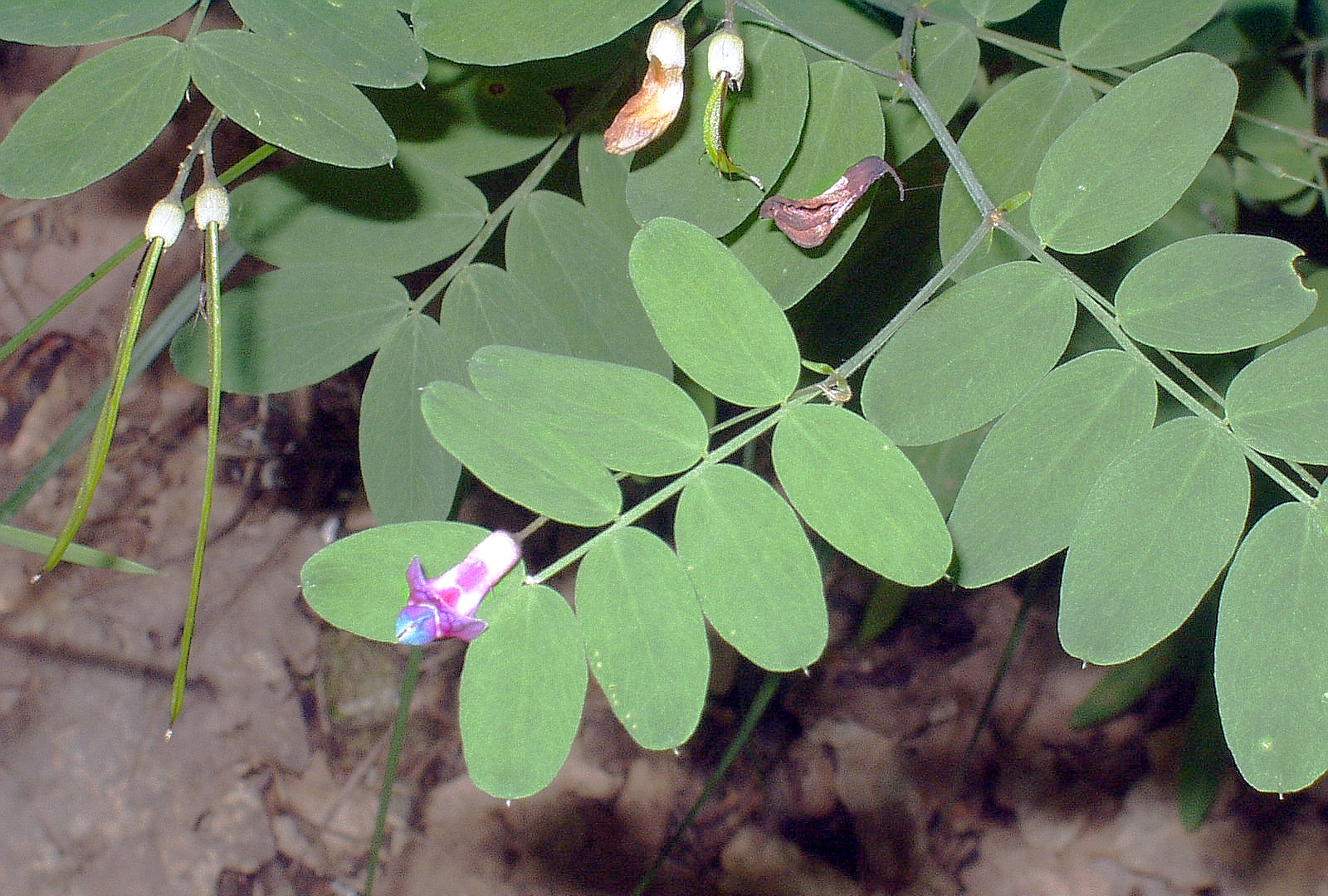
Schwärzende Platterbse (Lathyrus niger)

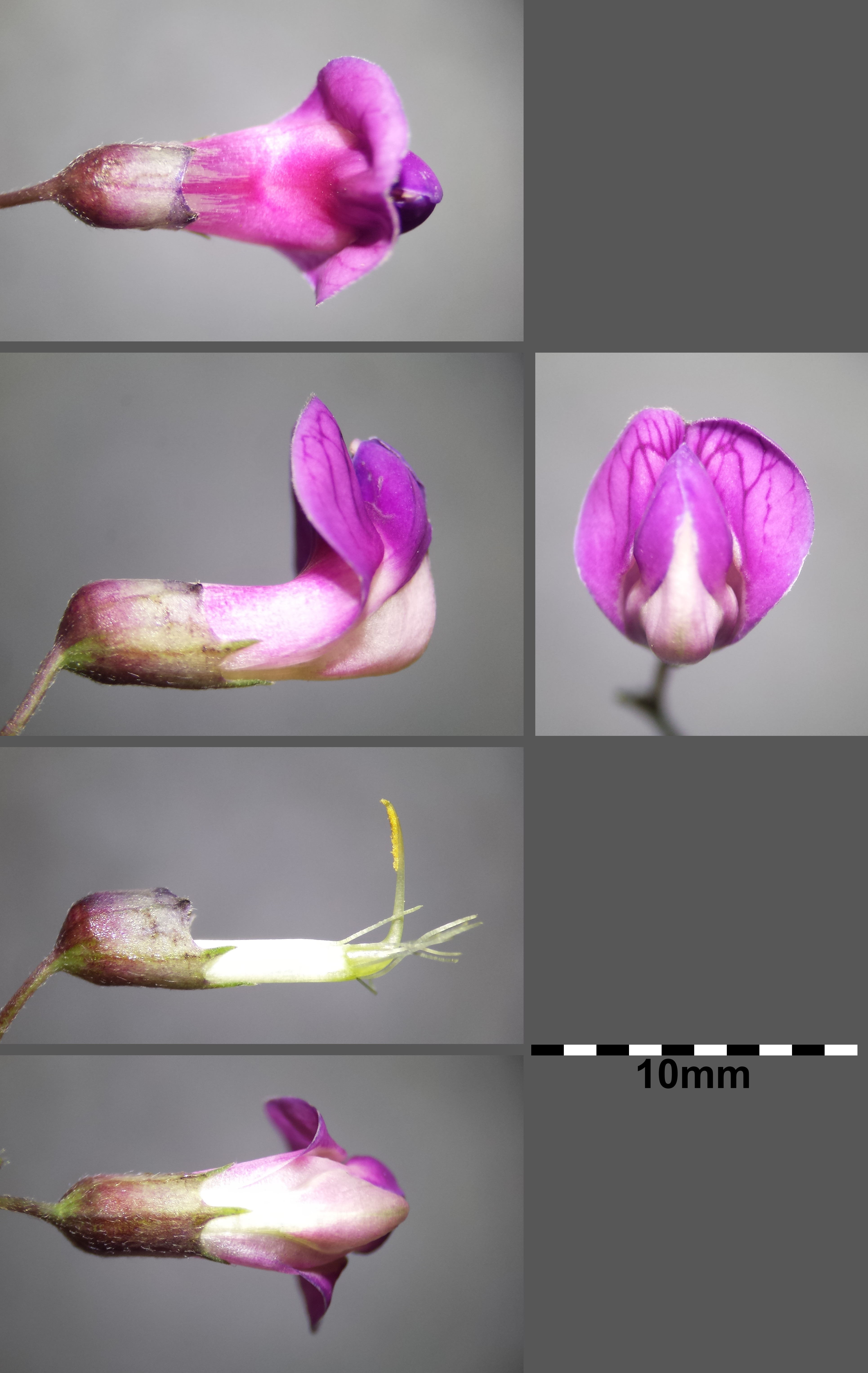
Blüte, am zweiten Bild von unten Krone entfernt und Staubfädenröhre und Griffel sichtbar

Die Blütezeit liegt in den Monaten Mai bis Juli. Die traubigen Blütenstände sind einseitig, kürzer bis dreimal so lang wie die Laubblätter, mit bogig abstehenden, anliegend behaarten Achsen ausgestattet und meist drei bis zehn Blüten in den Achseln kleiner, hinfälliger Tragblätter tragend. Die Blütenstiele sind 2 bis 3 Millimeter lang.
Die Blüten sind 10 bis 12 Millimeter lang, zygomorph und fünfzählig mit doppelter Blütenhülle. Der Kelch ist glockig, meist rötlich oder braun überlaufen, schief gestutzt und mit kurzen, dreieckigen Zähnen versehen. Die Krone besitzt die typische Form der Schmetterlingsblüte, ist trüb purpurfarben bis bräunlich und wird beim Welken violettlich. Die Fahne ist gefaltet und kaum länger als das viel hellere Schiffchen, die Flügel sind etwas kürzer.

### Frucht und Samen
Die abstehenden Hülsenfrüchte sind 4,5 bis 6 Zentimeter lang sowie 4 bis 6 Millimeter breit, linealisch, abgeflacht, glatt undeutlich netzaderig, färben sich bei Reife schwarz und enthalten etwa zehn Samen. Die olivgrünen bis braunen, glatten Samen sind rundlich bis eiförmig.

### Chromosomensatz
Die Chromosomenzahl beträgt 2n = 14.

## Vorkommen
Lathyrus niger ist in Europa, nach Norden bis ins südliche Skandinavien, nach Osten bis Russland, Kaukasus, Balkanhalbinsel sowie Italien, südliche Frankreich, der Iberischen Halbinsel und Nordafrika verbreitet. In Europa hat die Art in fast allen Ländern ursprüngliche Vorkommen außer in Belgien, den Niederlanden, Großbritannien, Irland und Island.
In Deutschland kommt die Schwärzende Platterbse vor allem in der Mitte und im Süden vor. Dort ist sie teilweise verbreitet, aber selten. In Bayern ist sie vor allem nördlich der Donau zu finden.
Die Schwärzende Platterbse ist eine ausgesprochen wärmeliebende Waldpflanze. Sie bevorzugt Südhänge auf mineralischen Böden. Am häufigsten tritt sie in lichten Laubwäldern, aber auch in Föhrenwäldern auf nicht zu trockenem, schwach kalkhaltigem Boden auf. Außerdem kommt sie gern an Waldsäumen vor. Pflanzensoziologisch ist sie in Mitteleuropa eine Ordnungscharakterart der Ordnung Quercetalia pubescentis, kommt aber auch in Carpinion-Gesellschaften und Geranion sanguinei-Gesellschaften vor. Sie steigt am Ritten in Südtirol bis 1260 Meter und im Wallis bis zu 1400 Metern Meereshöhe auf.
Die ökologischen Zeigerwerte nach Landolt et al. 2010 sind in der Schweiz: Feuchtezahl F = 2 (mäßig trocken), Lichtzahl L = 3 (halbschattig), Reaktionszahl R = 3 (schwach sauer bis neutral), Temperaturzahl T = 4+ (warm-kollin), Nährstoffzahl N = 2 (nährstoffarm), Kontinentalitätszahl K = 4 (subkontinental).

## Systematik
Die Erstveröffentlichung erfolgte 1753 unter dem Namen (Basionym) Orobus niger durch Carl von Linné in Species Plantarum Band 2 Seite 729. Die Neukombination zu Lathyrus niger (L.) Bernh. wurde 1800 durch Johann Jakob Bernhardi in Systemartiges Verzeichnis der Pflanzen, welche in der Gegend um Erfurt gefunden werden Seite 248 veröffentlicht. Das Artepitheton „niger“ = „schwarz“ leitet sich davon ab, dass die Laubblätter beim Trocknen schwarz werden.
In Europa kommen von Lathyrus niger zwei Unterarten vor:
- Lathyrus niger (L.) Bernh. subsp. niger; sie ist in Europa die verbreitete Unterart
- Lathyrus niger subsp. jordanii (Ten.) Arcangeli: Sie unterscheidet sich durch knollig verdickte Wurzeln und kommt nur in Süditalien und in Korsika vor.[6]

## Ökologie
Als Blütenbesucher wurden Hummeln und die Biene Osmia rufa beobachtet. Die Blätter befallen mehrere Pilz-Arten: Synchytrium viride, Peronospora viciae, Uromyces fabae, Erysibe pisi, Erysibe polygoni und Microsphaera bäumleri.